# 항성 질량
항성 질량은 천문학자들이 어떤 항성의 질량을 표시할 때 쓰는 용어이다. 보통 ‘태양질량(M☉)의 몇 배’ 형식으로 표시하는데, 예를 들면 시리우스의 질량은 2.02 M☉으로 표시한다. 어떤 항성의 질량은 생애주기 동안 고정되어 있는 것이 아니라 외부적, 내부적 원인에 따라 변한다. 예를 들면 짝별로부터 물질을 흡수하면 질량은 늘어나며, 항성풍이나 맥동으로 물질을 뿜어내면 질량은 줄어든다.

## 속성
항성은 보통 태어났을 때의 질량에 따라 그 운명이 결정되므로 질량 정도에 기준하여 항성의 종류를 나눈다. 태양질량 0.5배 이하의 별은 ‘질량이 매우 작은 별’로 점근거성가지(AGB) 단계를 거치지 않고 곧장 백색 왜성이 된다. ‘질량이 작은 별’은 태양 질량 1.8~2.2배(구성물질이 다르기 때문에 명확한 경계가 없다.)보다 작은 항성들로 점근거성가지 단계에 들어가며 여기서 축퇴하는 헬륨핵을 만든다. ‘중간질량 항성’은 태양질량의 7~10배 이하 항성들로, 헬륨융합 작용으로 축퇴하는 탄소-산소 핵을 만든다. ‘무거운 항성’은 최소 태양질량의 5~6배, 크게는 7~10배 이상의 항성으로 이런 별은 탄소 융합작용을 거쳐 중심핵이 붕괴된 뒤 초신성 폭발로 생을 끝마친다. 이런 거대한 천체는 죽은 뒤에 중심부에 항성질량 블랙홀을 남긴다.
항성의 반지름과 질량으로부터 표면중력이 결정된다. 거대한 별 표면의 중력은 주계열 단계 항성에 비해 매우 작으며 반대로 백색왜성 등 밀집성은 주계열성보다 막대하게 표면중력이 크다. 표면중력은 항성의 스펙트럼에 영향을 끼치며, 중력이 높을수록 흡수선의 폭은 넓어진다.

## 범위
용골자리 에타는 지금까지 발견된 천체 중 아주 무거운 집단에 속하는 별로, 질량은 대충 태양의 100~150배로 추측된다. 에타별의 생애는 매우 짧아 수백만 년에 불과하다. 아치스 성단에 대한 연구결과에 따르면 현시대 우주에서 항성이 지니는 질량상한은 태양의 150배라고 한다. 한계수치가 왜 이 값인지의 원인은 정확히 밝혀지지 않았다. 다만 어떤 별이 가스를 우주로 날려버리지 않으면서 가장 밝게 빛날 수 있는 한계를 에딩턴 광도로 표시하는데 이 법칙이 한계질량에 대해 일부 해답을 주고 있다. 다만 성단 RMC 136a에 있는 R136a1의 질량이 태양의 265배임이 최근 밝혀져 에딩턴 한계의 신빙성에 의문을 던졌다. 여기에 대해 한 연구에 따르면 RMC 136a 내 질량 150배보다 큰 천체는 한계질량 가까운 쌍성 두 개가 합쳐져 생긴 것이라 하여, 기존의 질량이론이 여전히 유효하다고 주장했다.
빅 뱅 이후 처음 탄생한 태초의 항성 질량은 지금보다 훨씬 커 최대 태양의 300배 이상이었으리라 추측되는데, 그 이유는 리튬보다 무거운 원소가 당시 항성에는 없었기 때문이다. 그러나 질량이 무거운만큼 이 별들(항성종족  III)은 빠르게 죽었고 지금은 단지 이론상의 천체일 뿐이다.
반대로 황새치자리 AB A의 짝별 황새치자리 AB C의 질량은 목성의 93배에 불과한데 이는 중심핵에서 수소를 태우는 주계열 별 중 가장 가벼운 값이다. 항성의 중원소함량이 태양과 비슷할 경우 가질 수 있는 최솟값은 대략 목성의 75배 정도이다. 그러나 항성에 있는 중원소의 양이 극도로 적을 경우 최솟값은 좀 더 올라가서 태양의 8.3% 또는 목성의 87배 정도가 된다. 이보다 작은 천체를 갈색 왜성이라고 하며, 가스 행성과 항성 사이의 회색지대를 차지한다.

## 질량 변화
지금도 태양은 전자기 에너지를 태양풍 형태 물질로 우주공간에 뿜으면서 질량을 조금씩 잃고 있다. 그 비율은 매년 약 2~3×10-14 M☉이다. 태양이 적색거성 단계에 들어서면 물질은 더욱 빠른 속도로 태양을 탈출할 것이며 그 속도는 진화단계가 적색거성가지의 첨단부에 이를 때 1년에 7~9×10−14 M☉이 될 것이며, 점근거성가지 단계에서는 10−6 M☉까지 올라가고, 태양이 죽음을 맞아 행성상성운이 되었을 때에는 10−5 ~ 10−4 M☉으로 가장 빠른 속도로 질량을 우주에 뿌릴 것이다. 이렇게 태양이 백색 왜성이 되기 전까지 우주에 내보내는 질량은 초기질량의 46%에 이른다.